# Раево-Воскресенский
Раево-Воскресенский — посёлок в Ртищевском районе Саратовской области России. Входит в состав Урусовского муниципального образования.

## География
Находится в северо-западной части Саратовского Правобережья, в пределах Окско-Донской равнины, в лесостепной зоне, на берегах реки Изнаир, вблизи федеральной автотрассы А-298, на расстоянии примерно 13 километров (по прямой) на север от районного центра от города Ртищево.

### Климат
Климат характеризуется как умеренно континентальный с холодной малоснежной зимой и сухим жарким летом. Среднегодовая температура воздуха — 4,4 °C. Средняя многолетняя температура самого холодного месяца (января) составляет −11,7 °С (абсолютный минимум — −43 °С), температура самого тёплого (июля) — 20 — 22 °С (абсолютный максимум — 40 °С). Средняя продолжительность безморозного периода 145—155 дней. Среднегодовое количество атмосферных осадков — 550 мм, из которых 225—325 мм выпадает в период с апреля по октябрь. Снежный покров держится в среднем 130—135 дней в году.

## История
Официальная дата основания 1715 год.

## Население
| 2010 |
| ---- |
| 74   |

### Национальный состав
Согласно результатам переписи 2002 года, в национальной структуре населения русские составляли 97 % из 64 чел..

## Инфраструктура
Основа экономики — сельское хозяйство.

## Транспорт
Посёлок доступен автотранспортом.